# قلعة خواجة
قلعة خواجة هي مدينة إيرانية تقع في محافظة خوزستان.
يبلغ عدد سكانها 801 حسب إحصاء عام 2006 م.